# Uno-X Mobility Development Team
 Ikke at forveksle med Uno-X Mobility.
Uno-X Mobility Development Team var et norsk cykelhold, der fra 2021 cyklede i UCI kontinental-klassen. Holdet blev etableret i 2018 og fungerede som et udviklingshold for Uno-X Mobility. Efter 2024-sæsonen blev holdet lukket. 

## Holdet

### 2024
| Trup 2024               | Trup 2024          | Trup 2024                               | Trup 2024 |
| Rytter                  | Fødselsdag         | Seneste hold                            |           |
| ----------------------- | ------------------ | --------------------------------------- | --------- |
| Simon Dalby             | 29. januar 2003    | Team Mascot Workwear (2021)             |           |
| Halvor Dolven           | 13. april 2004     | Asker Cykleklubb (2023)                 |           |
| Alfred Grenaae          | 1. juni 2004       | Herning CK Junior Biemme Danmark (2022) |           |
| Mikal Grimstad Uglehus  | 15. maj 2005       | Bergen Cykleklubb (2023)                |           |
| Martin Solhaug Hansen   | 11. maj 2003       | Idrettslaget Stjørdals-Blink (2022)     |           |
| Mads Landbo             | 30. september 2004 | Tscherning Cycling Academy (2022)       |           |
| Erik Madsen             | 2. juli 2002       | Ringerike Sykkelklubb (2022)            |           |
| Truls Nordhagen         | 29. december 2002  | Lillehammer Cykleklubb (2022)           |           |
| Henrik Breiner Pedersen | 3. december 2004   | ColoQuick (2023)                        |           |
| Ola Sylling             | 13. februar 2003   | Ringerike Sykkelklubb (2021)            |           |
| Daniel Årnes            | 6. juni 2000       | Kristiansands Cykleklubb (2023)         |           |
|                         |                    |                                         |           |
| Kilde: ProCyclingStats  |                    |                                         |           |

#### Sejre
| 2. mar.  | Le Tour des 100 Communes               | 1.2           | Halvor Dolven           |
| 30. mar. | 3 Dage i Nord - Campione Cup, 1. etape | DCU licensløb | Henrik Breiner Pedersen |
| 4. maj   | Sundvolden Grand Prix                  | 1.2           | Idar Andersen           |
| 5. maj   | Ringerike Grand Prix                   | 1.2           | Idar Andersen           |

### 2023
| Trup 2023                                          | Trup 2023          | Trup 2023                               | Trup 2023 |
| Rytter                                             | Fødselsdag         | Seneste hold                            |           |
| -------------------------------------------------- | ------------------ | --------------------------------------- | --------- |
| Carl-Frederik Bévort                               | 24. november 2003  | Team ABC Junior (2021)                  |           |
| Magnus Brynsrud                                    | 14. december 2000  | Ringerike Sykkelklubb (2020)            |           |
| Simon Dalby                                        | 29. januar 2003    | Team Mascot Workwear (2021)             |           |
| Alfred Grenaae                                     | 1. juni 2004       | Herning CK Junior Biemme Danmark (2022) |           |
| Martin Solhaug Hansen                              | 11. maj 2003       | Idrettslaget Stjørdals-Blink (2022)     |           |
| Johannes Kulset                                    | 14. april 2004     | Ringerike Sykkelklubb (2022)            |           |
| Mads Landbo                                        | 30. september 2004 | Tscherning Cycling Academy (2022)       |           |
| Sebastian Kirkedam Larsen (1. aug.–11. jul., note) | 21. juli 2003      | Ringerike Sykkelklubb (2022)            |           |
| Sakarias Koller Løland                             | 20. september 2001 | Ringerike Sykkelklubb (2020)            |           |
| Erik Madsen                                        | 2. juli 2002       | Ringerike Sykkelklubb (2022)            |           |
| Truls Nordhagen                                    | 29. december 2002  | Lillehammer Cykleklubb (2022)           |           |
| Ola Sylling                                        | 13. februar 2003   | Ringerike Sykkelklubb (2021)            |           |
| Daniel Årnes (18. apr.–31. dec.)                   | 6. juni 2000       | Kristiansands Cykleklubb (2023)         |           |
|                                                    |                    |                                         |           |
| Kilde: ProCyclingStats                             |                    |                                         |           |

note: Sebastian Kirkedam Larsen, karrierestop

#### Sejre
| 24. mar. | Olympia's Tour, 3. etape                       | 2.2  | Erlend Blikra          |
| 6. maj   | Sundvolden Grand Prix                          | 1.2  | Ådne Holter            |
| 14. maj  | Fyen Rundt                                     | 1.2  | Carl-Frederik Bévort   |
| 20. aug. | Baltic Chain Tour, 3. etape                    | 2.2  | Mads Landbo            |
| 2. sep.  | Danske mesterskab i enkeltstart for U23 herrer | NC   | Carl-Frederik Bévort   |
| 7. sep.  | Okolo Jižních Čech, 1. etape                   | 2.2  | Sakarias Koller Løland |
| 10. sep. | Okolo Jižních Čech, Samlede stilling           | 2.2  | Martin Solhaug Hansen  |
| 8. okt.  | Paris-Tours Espoirs                            | 1.2U | Sakarias Koller Løland |

### 2022
| Trup 2022                                    | Trup 2022          | Trup 2022                           | Trup 2022 |
| Rytter                                       | Fødselsdag         | Seneste hold                        |           |
| -------------------------------------------- | ------------------ | ----------------------------------- | --------- |
| Ludvig Fischer Aasheim                       | 23. februar 2000   | Sportsklubben Rye (2020)            |           |
| Carl-Frederik Bévort                         | 24. november 2003  | Team ABC Junior (2021)              |           |
| Magnus Brynsrud                              | 14. december 2000  | Ringerike Sykkelklubb (2020)        |           |
| Simon Dalby                                  | 29. januar 2003    | Team Mascot Workwear (2021)         |           |
| Stian Fredheim                               | 23. marts 2003     | Glåmdal Sykleklubb (2021)           |           |
| Tobias Aagaard Hansen                        | 10. marts 2002     | Fri Bikeshop Zealand Cycling (2020) |           |
| Oskar Myrestøl Johansson                     | 3. april 2002      | Grimstad Sykleklubb (2020)          |           |
| Robin Juel Skivild                           | 21. august 2001    | AURA Energi-JS.dk (2020)            |           |
| Magnus Kulset                                | 18. august 2000    | Ringerike Sykkelklubb (2020)        |           |
| Sakarias Koller Løland                       | 20. september 2001 | Ringerike Sykkelklubb (2020)        |           |
| Marcus Sander Hansen                         | 25. august 2000    | BHS-PL Beton Bornholm (2021)        |           |
| Ola Sylling                                  | 13. februar 2003   | Ringerike Sykkelklubb (2021)        |           |
| Sebastian Kirkedam Larsen (1. aug.–11. jul.) | 21. juli 2003      |                                     |           |
|                                              |                    |                                     |           |
| Kilde: ProCyclingStats                       |                    |                                     |           |

#### Sejre
| 8. maj   | Ringerike Grand Prix        | 1.2 | Sakarias Koller Løland |
| 20. aug. | Baltic Chain Tour, 3. etape | 2.2 | Tobias Aagaard Hansen  |

### 2021
| Trup 2021                  | Trup 2021          | Trup 2021                           | Trup 2021 |
| Rytter                     | Fødselsdag         | Seneste hold                        |           |
| -------------------------- | ------------------ | ----------------------------------- | --------- |
| Ludvig Fischer Aasheim     | 23. februar 2000   | Sportsklubben Rye (2020)            |           |
| Magnus Brynsrud            | 14. december 2000  | Ringerike Sykkelklubb (2020)        |           |
| Anthon Charmig             | 25. marts 1998     | ColoQuick (2020)                    |           |
| Tobias Aagaard Hansen      | 10. marts 2002     | Fri Bikeshop Zealand Cycling (2020) |           |
| Anders Halland Johannessen | 23. august 1999    | Drøbak Sykkelklubb (2018)           |           |
| Tobias Halland Johannessen | 23. august 1999    | Drøbak Sykkelklubb (2018)           |           |
| Oskar Myrestøl Johansson   | 3. april 2002      | Grimstad Sykleklubb (2020)          |           |
| Magnus Kulset              | 18. august 2000    | Ringerike Sykkelklubb (2020)        |           |
| Sakarias Koller Løland     | 20. september 2001 | Ringerike Sykkelklubb (2020)        |           |
| Robin Juel Skivild         | 21. august 2001    | AURA Energi-JS.dk (2020)            |           |
|                            |                    |                                     |           |
| Kilde: ProCyclingStats     |                    |                                     |           |